# Aberdare
Aberdare (walisisch Aberdâr) ist eine Stadt im Lokalverwaltungsbezirk Rhondda Cynon Taf in der Grafschaft Glamorgan in Südwales.
Sie hat etwa 36.000 Einwohner. Bis Mitte des 20. Jahrhunderts zeichnete sie sich durch die dort ansässige Eisenindustrie sowie den Kohlebergbau aus (siehe auch: Tower Colliery), heute ist sie ein Einkaufs- und Dienstleistungszentrum. Zu den modernen Industriezweigen gehören die Herstellung von Kabeln und rauchfreien Brennstoffen sowie Licht- und Elektrotechnik.
Die Ursprünge des Ortes reichen ins Mittelalter zurück, die Kirche St. John’s wurde um 1189 erbaut. 1799 entstand das erste Eisenwerk. Eisen und Kohle wurden ab 1811 über den Glamorganshire Canal und später mit der Eisenbahn an die südwalisische Küste transportiert. Wie viele Städte in Südwales entwickelte sich die Stadt im 19. und frühen 20. Jahrhundert sprunghaft. Die Einwohnerzahl, die 1801 noch 1.486 betragen hatte, verzehnfachte sich in den nächsten 50 Jahren.
Größtes Veranstaltungszentrum ist das Coliseum, das 1936 durch Subskriptionen von Minenarbeitern gebaut wurde. Aberdare ist die Heimat der Stereophonics.
Seit 1950 findet im viktorianischen Park das Aberdare Park Road Race statt.

## Persönlichkeiten
- John Beard (* 1943), Maler und Grafiker
- Ronald Jones (1934–2021), Leichtathlet und Fußballfunktionär
- Arthur Linton (1868–1896), Radrennfahrer
- Tom Linton (1876–1915), Radrennfahrer
- Harry Llewellyn (1911–1999), Springreiter
- Jimmy Michael (1877–1904), Radrennfahrer
- Robert Pugh (* 1950), Schauspieler
- Sarah Thomas (* 1981), Hockeyspielerin
- Dai Young (* 1967), Rugbyspieler und -trainer